# Atmosferska reka
Atmosferska reka (AR) ali oblačni pas je ozek pas ali nit koncentrirane vlage v ozračju. Atmosferske reke sestojijo iz ozkega pasu povečanega transporta vodnih hlapov, običajno vzdolž ločnice velikih površin divergentnega površinskega toka zraka, vključno z nekaterimi frontalnimi pasovi v povezavi z zunajtropskim ciklonom, ki nastaja nad oceani. Januarja so bile v članku v reviji Geophysical Research Letters opisane kot »dolgi, vijugasti tokovi vodnih hlapov, ki pogosto nastajajo nad tropskimi oceani in prinašajo dolgotrajne obilne padavine na zahodne oblake Severne Amerike in Severne Evrope«.
Viharji tipa Pineapple Express so najpogosteje zastopana in prepoznana vrsta atmosferskih rek; tako se imenujejo zaradi toplih vodnih hlapov, ki izvirajo iz havajskih tropov in sledijo različnim potem proti Severni Ameriki ter prispejo do nje v zemljepisnih širinah od Kalifornije in Pacifiškega severozahoda do Britanske Kolumbije in celo jugovzhodne Aljaske. V nekaterih delih sveta naj bi spremembe atmosferske vlažnosti in toplote, ki jih povzročajo podnebne spremembe, povečale intenzivnost in pogostost poplavnih dogodkov, ki jih povzročajo atmosferske reke. To naj bi bilo zlasti izrazito v zahodnih Združenih državah Amerike.

## Opis
Izraz sta prvotno skovala raziskovalca Reginald Newell in Yong Zhu Massachusettsega inštituta za tehnologijo v zgodnjih 1990. letih, da bi izrazila ozkost udeleženih tokov vlage. Atmosferske reke so običajno dolge več tisoč kilometrov in široke samo nekaj sto kilometrov in lahko nosijo večji tok vode od največje reke na Zemlji Amazonke.
Običajno je na posamezni polobli vedno od 3 do 5 tovrstnih ozkih tokov. V sodobnih podnebnih raziskavah se za kategorizacijo atmosferskih rek uporabljata dolžina in širina, z integrirano globino vodnih hlapov nad 2,0 cm. V zadnjem stoletju se je njihova intenzivnost rahlo povečala..
Z napredkom tehnik modeliranja podatkov postaja pogostejši tip podatkov za interpretacijo atmosferskih rek integrirani transport vodne pare (IVT – integrated water vapor transport). Njegova moč je zmožnost prikazati transport vodnih hlapov v več korakih namesto stacionarnega merjenja globine vodnih hlapov v posameznem zračnem stebru (IWV). Poleg tega je IVT bolj neposredno pripisan orografskim padavinam, ki so ključni dejavnik pri nastajanju intenzivnih dežnih padavin in posledičnem poplavljanju.